# Orepukia
Orepukia – rodzaj pająków z rodziny Cycloctenidae. Obejmuje 24 opisane gatunki. Zamieszkują Nową Zelandię.

## Morfologia
Pająki te osiągają przeciętne rozmiary. Zakres wymiarów u większości gatunków to karapaks długości od 2,5 do 4,1 mm i szerokości od 1,5 do 3 mm oraz opistosoma długości od 2,7 do 4,2 mm i szerokości od 1,9 do 2,9 mm. Na tym tle wyróżnia się znacznie większymi rozmiarami jedynie O. nummosa – u niedojrzałego samca karapaks miał 8 mm długości i 4,8 mm szerokości, zaś opistosoma 10 mm długości i 6,4 mm szerokości.
Ośmioro oczu rozmieszczonych jest w dwóch rzędach, z których przedni jest prosty. Oczy tylno-środkowe leżą nieco dalej z tyłu niż tylno-boczne. Oczy wszystkich par są podobnych rozmiarów z wyjątkiem oczu przednio-bocznych, które są o około połowę mniejsze. Oczy pary przednio-bocznej i tylno-bocznej stykają się ze sobą lub są do siebie silnie zbliżone. Cała grupa oczu jest zwarta i zajmuje tylko połowę szerokości części głowowej karapaksu. Szczękoczułki ustawione są pionowo i mają po 2 zęby na krawędziach tylnych oraz po 2 większe i grupkę małych ząbków na krawędziach przednich bruzd. Szerokość wciętej u podstawy wargi dolnej jest większa lub równa jej długości.
Odnóża są pozbawione włosków pierzastych. Kolejność par odnóży od najdłuższej do najkrótszej to: IV, I, II, III. Wszystkie pary mają wcięcia na krętarzach, długie i zakrzywione kolce na udach, organy tarsalne położone odsiebnie względem trichobotrii, silnie grzebykowane pazurki górne oraz zaopatrzone w od dwóch do czterech ząbków pazurki dolne. Nie występują skopule ani przypazurkowe kępki włosków. Pierwsza para odnóży pozbawiona jest kolca prolateralnego na udzie. Golenie trzeciej i czwartej pary mają silne kolce grzbietowe, zaś na parze pierwszej i drugiej występują w ich miejsce szczecinki. Pierwsza para goleni ma parzyste kolce brzuszne. Nadstopia trzech ostatnich par odnóży zaopatrzone są w grzebienie. Trichobotria na goleniach rozmieszczone są dwóch szergach, zaś na nadstopiach i stopach w jednym szeregu.
Opistosoma (odwłok) zaopatrzona jest znacznie szerszy niż długi stożeczek z włoskami rozmieszczonymi w dwóch łatkach. Pozbawiona jest zupełnie siteczka przędnego. 
Nogogłaszczki samca mają wyrostek retrolateralny na goleni i niezmodyfikowaną apofyzę medialną. Smukły embolus ma kształt równomiernie zakrzywionego kolca i wyrasta z tylnej części przednio-bocznej krawędzi bulbusa. W pobliżu nasady embolus bierze swój początek duży, T-kształtny konduktor, który swym wierzchołkowym ramieniem podpiera odsiebną część embolusa. Nogogłaszczki samicy mają uzębione pazurki.

## Ekologia i występowanie
Wszystkie gatunki są endemitami Nowej Zelandii. Rodzaj jest szeroko rozprzestrzeniony w niemal całym kraju; brak go jedynie w północnej części Wyspy Północnej, na północ od Egmontu. Większość gatunków zamieszkuje Wyspę Południową.
Większość gatunków zasiedla ściółkę lasów, gdzie buduje swe pozbawione wyraźnego kształtu sieci pod szczątkami roślinnymi i leżącymi kłodami. Licznie spotykane są też na łąkach, a O. poppelwelli bytuje również w ogrodach. Część gatunków zamieszkuje szczeliny skalne pobrzeży i nadmorskich klifów.

## Taksonomia
Rodzaj ten wprowadzony został w 1973 roku przez Raymonda Roberta Forstera i Cecila Louisa Wiltona w czwartej części monografii poświęconej pająkom Nowej Zelandii. Autorzy wyznaczyli jego gatunkiem typowym opisanego w tej samej publikacji O. sorenseni. Rodzaj umieszczany był początkowo w rodzinie lejkowcowatych. Do rodziny Cycloctenidae przeniesiony został na podstawie molekularnej analizy filogenetycznej w 2017 roku przez Warda C. Wheelera i współpracowników.
Do rodzaju tego należą 24 opisane gatunki:

- Orepukia alta Forster et Wilton, 1973
- Orepukia catlinensis Forster et Wilton, 1973
- Orepukia dugdalei Forster et Wilton, 1973
- Orepukia egmontensis Forster et Wilton, 1973
- Orepukia florae Forster et Wilton, 1973
- Orepukia geophila Forster et Wilton, 1973
- Orepukia grisea Forster et Wilton, 1973
- Orepukia insula Forster et Wilton, 1973
- Orepukia nota Forster et Wilton, 1973
- Orepukia nummosa (Hogg, 1909)
- Orepukia orophila Forster et Wilton, 1973
- Orepukia pallida Forster et Wilton, 1973
- Orepukia poppelwelli Forster et Wilton, 1973
- Orepukia prina Forster et Wilton, 1973
- Orepukia rakiura Forster et Wilton, 1973
- Orepukia redacta Forster et Wilton, 1973
- Orepukia riparia Forster et Wilton, 1973
- Orepukia sabua Forster et Wilton, 1973
- Orepukia similis Forster et Wilton, 1973
- Orepukia simplex Forster et Wilton, 1973
- Orepukia sorenseni Forster et Wilton, 1973
- Orepukia tanea Forster et Wilton, 1973
- Orepukia tonga Forster et Wilton, 1973
- Orepukia virtuta Forster et Wilton, 1973